# Каркара (Каркаринський сільський округ)
Каркара́ (каз. Қарқара) — село у складі Кегенського району Алматинської області Казахстану. Адміністративний центр Каркаринського сільського округу.
Населення — 1706 осіб (2021; 2152 у 2009, 2446 у 1999, 2401 у 1989).